# Elfriede Blauensteiner
Elfriede Blauensteiner (ur. 22 stycznia 1931 w Wiedniu, zm. 18 listopada 2003 w Neunkirchen) – austriacka seryjna morderczyni nazywana Czarną Wdową. 
Zamordowała trzy osoby (policja nie wykluczała, że ofiar było więcej), którymi się opiekowała, podając im truciznę. Jedną z ofiar był jej drugi mąż. Po każdym morderstwie dziedziczyła niemal wszystkie własności ofiary. Zmarła w listopadzie 2003 roku w szpitalu. Przyczyną śmierci był guz mózgu.

## Ofiary Blauensteiner
- Rudolf Blauensteiner
- Franziska Koeberl
- Alois Pichler